# Ferrocarril de Taltal
El Ferrocarril de Taltal, también conocido como Ferrocarril Salitrero de Taltal, fue una red ferroviaria existente en la región de Antofagasta entre 1882 y 1976, destinada principalmente a transportar carga y pasajeros entre Taltal y las oficinas salitreras del interior.

## Historia
Durante la década de 1870 se descubrieron numerosos yacimientos salitreros en las pampas de la zona de Taltal y Aguas Blancas, lo que motivó al entonces presidente de la República, Aníbal Pinto a ordenar estudios sobre el potencial de explotación de dicha zona. Mediante ley del 14 de noviembre de 1878 se autorizó al presidente de la República para invertir dinero en los estudios necesarios para construir y explotar un ferrocarril en la zona.
El 17 de enero de 1880 se solicitaron propuestas públicas para construir y operar el mencionado ferrocarril. Mediante decreto del 12 de marzo de 1880 se aceptó la propuesta hecha por Alfredo Quaet-Faslem (quien en ese entonces operaba la oficina salitrera Santa Luisa junto a Andrés Keating), quien posteriormente transfirió sus derechos a «The Taltal Railway Co. Ltd.» (Compañía del Ferrocarril de Taltal). El primer tramo, entre Taltal y Refresco, fue construido por Juan Enrique Meiggs y fue entregado al público el 20 de octubre de 1882.
Tras el auge de las oficinas salitreras ubicadas hacia el interior de la zona de Taltal, la empresa del ferrocarril solicitó una nueva concesión, esta vez para extender la línea hasta el sector de Cachinal, la cual le fue otorgada mediante ley del 13 de agosto de 1887. El 11 de abril de 1888 quedó finalizada la construcción del tramo entre Refresco y Catalina, siendo su entrega al público autorizada mediante decreto del 17 de julio del mismo año; en la misma fecha concluyó la construcción del tramo hasta la Aguada de Cachinal, siendo entregado al público el 1 de agosto. El tramo faltante, entre las estaciones Aguada y Cachinal, se terminó el 1 de mayo de 1889 y fue entregado al público el 19 de junio del mismo año.
El 4 de julio de 1904 la Municipalidad de Taltal autorizó a la empresa del ferrocarril a construir un desvío por la calle Esmeralda de dicha ciudad.

### Decadencia y cierre
A lo largo del siglo XX se autorizó el levante de varios ramales y secciones del Ferrocarril de Taltal:
- 30 de noviembre de 1936: ramal a la oficina salitrera Salinitas.[6]
- 19 de noviembre de 1937: ramal ubicado en la Caleta de Ossa.[7]
- 11 de octubre de 1940: ramal a la oficina salitrera Alberto Bascuñán.[8]
- 15 de julio de 1941: subramal desde ramal a Esperanza hacia la oficina salitrera Ghyzela.[9]
- 29 de enero de 1948: ramales a la oficina salitrera Tricolor, y de estación Catalina a oficina salitrera Caupolicán (antes denominada Alianza).[10]
- 24 de noviembre de 1949: ramal a oficinas salitreras Esperanza (antes denominada Julia) y Ballena (antes denominada Germania).[11]
- 31 de julio de 1956: tramo de la vía principal entre estaciones Blanca Estela y Cachinal.[12]
- 25 de octubre de 1960: ramal desde estación Refresco hasta oficina salitrera Julia.[13]

Mediante decreto del 21 de abril de 1976 se caducó la concesión del Ferrocarril de Taltal y se autorizó el levante de todas las vías e instalaciones con excepción de la maestranza y las instalaciones en el puerto de Taltal.

## Trazado
| Estación      | Km    | Altura (m s. n. m.) | Notas                                          |
| ------------- | ----- | ------------------- | ---------------------------------------------- |
| Taltal        | 0     | 12                  |                                                |
| Breas         | 16,3  | 614                 |                                                |
| Central       | 22,0  | 754                 |                                                |
| Canchas       | 40,2  | 1056                |                                                |
| Agua Verde    | 62,5  | 1475                |                                                |
| Refresco      | 81,0  | 1850                |                                                |
| Óvalo         | 89,0  | 1980                |                                                |
| Catalina      | 104,0 | 2185                | Conexión con el ferrocarril Longitudinal Norte |
| Aguada        | 124,0 | 2329                |                                                |
| Blanca Estela | 134,0 | 2809                |                                                |
| Cachinal      | 149,0 | 2695                |                                                |